# Jane Elliott
Jane Elliott, nacida Jane Jennison  (Iowa, 30 de noviembre de 1933) es una educadora, judía  y docente estadounidense. Jane Elliott se hizo mundialmente conocida por su método de enseñanza revolucionario con el que mostró los comportamientos racistas, conocido como Ojos azules/ojos marrones. Dicho método ha sido aplicado en la psicología social mundial.

## Biografía
Nacida en 1933, vivió las consecuencias del nazismo sobre el racismo, y más tarde la muerte de Martin Luther King en 1968 le afectó profundamente, hasta el punto de crear un método de enseñanza con el cual, mediante una serie de ejercicios prácticos, muestra a las personas sus comportamientos y prejuicios racistas inconscientes, especialmente su ejercicio conocido como Ojos azules/ojos marrones.

### MétodoOjos azules/ojos marrones
Aplicó los primeros ejercicios del método Ojos azules/ojos marrones en 1968 a sus alumnos de primaria, niños de raza blanca de entre ocho y nueve años. Mediante un ejercicio de discriminación arbitraria etiquetó a los participantes únicamente en el color de sus ojos, y les dio roles de personas inferiores o superiores según uno u otro color de ojos. A los estudiantes de ojos marrones les dijo que eran más inteligentes y más civilizados, les dio un mejor trato además de privilegios y autoridad sobre los de ojos azules. Estos debieron asumir ser un grupo de menor número y ser identificados como inferiores. El segundo ejercicio que aplicó a los alumnos fue el de invertir los papeles que había otorgado con anterioridad. De esta forma todos los alumnos pudieron experimentar la discriminación en primera persona e interiorizasen con el tiempo la idea de superioridad, y cómo las diferencias pueden llegar a enfrentar a ambos grupos. Los resultados del experimento dieron lugar al hostigamiento incluida a la violencia física de los alumnos de un grupo hacia el otro, y dieron lugar a denuncias por abuso.

### Resultados
El análisis de los resultados dio lugar al planteamiento extrapolado a la sociedad en general, ya que mediante los estereotipos era posible llegar a los conflictos, y parte del problema tenía su origen en la educación, según las interpretación de Elliot. La educación de las personas de raza blanca, explicó, parte de una educación condicionada que afecta a las respuestas de conducta. Recordó también la importancia del papel del educador respecto a los valores impartidos en las aulas, esencial para generar uno u otro clima respecto al comportamiento racista o discriminatorio como el bullying.
Los resultados obtenido fueron publicados por la Associated Press. El método, ahora conocido en todo el país, fue impartido en otros centros educativos y universidades, así como en talleres sociales. Fue incluido en un programa impartido a funcionarios de la prisión de alta seguridad de Nueva York, con resultados diversos. En 1970 la BBC se hizo eco del método experimental de Elliott y grabó una sesión de los ejercicios impartidos en el aula. El sistema Ojos azules/ojos marrones ha sido empleado a lo largo de varios años por los docentes estadounidenses.
El éxito del método Ojos azules/ojos marrones la llevó a dar conferencias y a impartir talleres a lo largo de todo Estados Unidos. En 2020 se unió al movimiento Black Lives Matter en apoyo contra el racismo, alegando que respecto a las actitudes racistas quedaba mucho trabajo por hacer y afirmó: «Estamos repitiendo el ejercicio de ojos azules / ojos marrones a diario».
Su nombre de soltera es Jane Jennison. Estuvo casada con Darald Elliott (1934-2013) desde 1955 hasta la muerte de este. Tuvieron  cuatro hijos.

## Premios y reconocimientos
Fue galardonada con el Premio de la Asociación Nacional de Salud Mental de los Estados Unidos a la Excelencia en la Educación.
El 24 de mayo de 2019 fue galardonada con el título honorífico de Doctora en Letras Humanas por la California State University  de Bakersfield.